# Kobra (film)
A Kobra (eredeti cím: Cobra) 1986-ban bemutatott amerikai akciófilm, melyet Sylvester Stallone forgatókönyvéből George P. Cosmatos rendezett. A főbb szerepekben Sylvester Stallone, Brigitte Nielsen és Reni Santoni látható. A forgatókönyv Paula Gosling Fair Game című könyve alapján készült, melyből még egy feldolgozást készítettek 1995-ben, Tiszta játszma címmel.
A Kobra nagy anyagi sikert aratott, de a kritikusok negatívan értékelték a karikatúraszerű erőszak miatt. Kigúnyolták a filmposzteren szereplő szlogent is: „A bűnözés betegség, íme a gyógyszer!” Szerintük: „Stallone a betegség. A színjátszóleckék a gyógymódok”; „Kobra a betegség. Gyógymód nincs.” Az 1990-es évek folyamán viszont a film lassacskán egyfajta kultstátuszba került, köszönhetően hamisítatlan 1980-as évekbeli hangulatának.[forrás?]

## Cselekmény
Egy Los Angeles-i szupermarketben egy fegyveres ámokfutó túszokat ejt. A Los Angeles-i Rendőrség Marion "Cobra" Cobretti hadnagyot hívja az incidens megoldásához, aki végez a szociáldarwinista eszméket hirdető és az ártatlan túszok életét fenyegető túszejtővel. Monte nyomozó megrója Cobrettit, amiért az nem követte a rendőrségi protokollt.
A hatóságok tudtán kívül a szupermarketben lezajló eset mögött az Új Világ nevű szekta áll, amely megveti a modern társadalmat és a gyengék megölésére buzdítja követőit. Ingrid Knudsen üzletasszony és modell a szekta célpontjává válik, miután szemtanúja lesz a szektatagok és vezérük, Éjszakai Kaszás ámokfutásának. Cobretti és társa, Tony Gonzales őrmester egy ellene irányuló gyilkossági kísérlet után védőőrizet alá helyezi a nőt.
A szekta többször is Knudsen és Cobretti életére tör, ezért Cobretti egy titkos szervezet létezésére gyanakszik, ám felettesei ebben nem hisznek. Társával együtt egy San Remos nevű kisvárosba viszi a szemtanút, itt a hadnagy és Knudsen között szerelmi kapcsolat bontakozik ki. Az Új Világ egyik alvezére, Nancy Stalk azonban titokban a rendőrség tagja és Cobrettiék búvóhelyére küldi bűntársait.
Hajnalban az Új Világ tagjai motoron érkeznek San Remosba, Stalk vezetésével megszállva a várost. Cobretti számos szektataggal végez, de közben Gonzales megsebesül. Knudsennel együtt egy acélkohóba menekül, ahol legyőzi a még életben lévő szektagokat, míg az Éjszakai Kaszás véletlenül agyonlövi Stalkot.
Cobretti pusztakezes küzdelembe keveredik a vezérrel. Végül felnyársalja őt egy kampóra, ami egy kohóba vonszolja annak testét, elevenen elégetve a Kaszást. A hatóságok San Remosba érkeznek és megmentik Gonzalest. Cobrettit felettesei tisztázzák minden felmerülő vádpont alól, de Monte ismét megfeddi Cobrettit. Ő válaszul megüti a nyomozót és Knudsen társaságában motorral távozik a helyszínről.

## Szereplők
| Szerep                          | Színész            | Magyar hang        | Magyar hang     |
| Szerep                          | Színész            | 1. szinkron        | 2. szinkron     |
| ------------------------------- | ------------------ | ------------------ | --------------- |
| Marion 'Kobra' Cobretti hadnagy | Sylvester Stallone | Bubik István       | Gesztesi Károly |
| Ingrid Knudsen                  | Brigitte Nielsen   | Nagy-Kálózy Eszter | Kocsis Mariann  |
| Tony Gonzales őrmester          | Reni Santoni       | Dózsa László       | Reviczky Gábor  |
| Monte nyomozó                   | Andrew Robinson    | Kozák András       |                 |
| Éjszakai Kaszás (Night Slasher) | Brian Thompson     | Jáki Béla          | Both András     |
| Cho                             | John Herzfeld      |                    |                 |
| Nancy Stalk                     | Lee Garlington     | Vennes Emmy        | Gruiz Anikó     |
| Sears százados                  | Art LaFleur        | Kránitz Lajos      | Melis Gábor     |
| gyilkos a szupermarketben       | Marco Rodríguez    | Borbély László     | Szatmári György |
| Halliwell rendőrfőnök           | Val Avery          | Horkai János       |                 |
| Dan                             | David Rasche       | Koroknay Géza      |                 |

## A videójáték
Az Ocean Software a film megjelenésével egy időben kiadott egy játékot. Ebben Cobretti hadnagyot irányíthatjuk, akivel le kell győzni az Éjszakai Mészárost és a bandáját. Commodore 64, ZX Spectrum, és Amstrad CPC-re adták ki, rendkívül magas volt a nehézségi szintje. Hogy a játékot a filmmel egy időben meg tudják jelentetni, nem csináltak meg néhány pályát, ezért az első három szint végigjátszása után a játék ismétel.

## Érdekességek
- Cobrettit gyakran hasonlították Mad Maxhez és Piszkos Harryhez. A színészek közül kettő szerepelt is a Piszkos Harry első részében: Andy Robinson és Reni Santoni.
- Az 1950-es Mercury coupe, melyet Cobretti vezet, Stallone saját autóinak egyike. Az autóból több példány is rendelkezésre állt, mivel az üldözéses jeleneteknél sokat összetörtek.
- A géppisztoly, amit Cobretti használ, egy 9 mm-es JaTiMatic modell lézercélzóval felszerelve. A pisztolya egy Colt M1911-es modell, egyedi elefántcsont markolattal.
- Stallone elutasította a Beverly Hills-i zsaru című film főszerepét, hogy el tudja játszani a Kobra címszerepét. A Beverly Hills-i zsaru forgatókönyvét ezután átírták vígjátékra és megkeresték vele Eddie Murphyt.[6]
- Hogy megünnepeljék a film sikerét, a gyártó cég Stallone-nak ajándékozott két AC Cobra sportkocsit, az egyik egy nagyon ritka 427-es modell volt. Stallone később eladta az autókat.